# Крашенинников, Николай Александрович
Никола́й Алекса́ндрович Крашени́нников (14 (26) ноября 1878 — 11 октября 1941) — русский и советский беллетрист, прозаик, драматург.

## Биография
Родился 14 (26) ноября 1878 года в городе Илецк Оренбургского уезда Оренбургской губернии в семье помещика. Его прадед — русский ботаник, этнограф, географ, путешественник, исследователь Сибири и Камчатки Степан Петрович Крашенинников. Отец — коллежский асессор Александр Александрович Камбулин, мать — Мария Николаевна Крашенинникова. С 1900 года жил под фамилией матери.
В 1905 году он окончил юридический факультет Императорского Московского университета. Печатался с 1899 года. С 1905 года редактировал еженедельный журнал «Новое Слово», затем сборники того же названия, переименованные в 1909 году в сборники «Слово». 
В 1941 году приехал в Уфу, для того, чтобы написать серию очерков о Башкирии, но не успел в полной мере реализовать свой замысел.
Скончался в Уфе 11 октября 1941 года. Похоронен на Сергиевском кладбище. Его могила имеет статус памятника истории местного значения.

## Творчество
С 1899 года напечатал множество очерков, повестей, пьес и пр. в «Русском Богатстве», «Русской Мысли», «Русских Ведомостях» и других изданиях.
Отдельно изданы:
«Угасающая Башкирия» (М., 1907),
«Из вешнего времени» (М., 1908) — воспоминания детства;
романы:
«Дети» (М., 1908),
«Барышни» (4-е издание, 1912),
«Девственность» (М., 1913),
«Целомудрие» (М., 1925),
«Столп огненный» (Л., 1928);
повесть-сказка «Две жизни» (М., 1908),
«Сказка любви» (2-е издание, 1912);
пьесы:
«Плач Рахили» (Б., 1911),
пастораль «О маленькой Тасе» (М., 1908),
«Первая любовь», по Тургеневу (СПб., 1911) и др.
«Московским Книгоиздательством» издано собрание рассказов Крашенинникова (1911). На немецкий язык переведены его «Morgenrote» (Berlin, 1909) и «Rahels Klage» (Berlin, 1911). На башкирский язык произведения Крашенинникова переводили С. Кулибай, Н. Наджми, Р. Нигмати, А. И. Харисова и другие.
За роман «Амеля» (1915) Крашенинников получил Почётный отзыв Пушкинской премии Академии наук (1917, последний почётный отзыв в истории этой премии).
Основные мотивы его произведений — идиллическая любовь. Крашенинников уделял большое внимание проблемам пола, которые разрешал в особом «аскетическом» плане («Девственность», «О маленькой Тасе»). В очерках «Угасающая Башкирия» (1907) Крашенинников изображал тяжёлое положение башкир, страдающих от колониальной политики российского самодержавия, а также бесправное положение женщин. После Октябрьской революции продолжал разработку проблем половой психологии и морали. В романе «Целомудрие» (1925) затрагивал тему возникновения любви у подростков. В романе «Столп огненный» (1928) попытался изобразить путь интеллигента к революции.
Занимался инсценировками классических и современных произведений. В частности, он инсценировал «Вешние воды» И. С. Тургенева (1913), «Капитанскую дочку» А. С. Пушкина (1937), «Войну и мир» Л. Н. Толстого (1938), «Мать» М. Горького (1928), «Любовь пчёл трудовых» А. М. Коллонтай, «Разгром» А. А. Фадеева (1934), «Поднятую целину» М. А. Шолохова (1934).
«Литературная энциклопедия» называет Крашенинникова «одним из запоздалых и бесцветных продолжателей тургеневской линии в русской литературе». Литературовед М. О. Гершензон называл его рассказы «Башкирскими записками охотника».
Творчество Н. А. Крашенинникова высоко ценил известный писатель В. А. Солоухин, написавший предисловие к некоторым его книгам. Само название книг Н. А. Крашенинникова («Девственность», «Целомудрие» и т. п.) говорит, по словам Солоухина, «о бережном, сверхбережном обращении со столь сложной и загадочной материей, каковую люди зовут любовью».

## Память
Именем Крашенинникова названа улица в Уфе.

## Сочинения
- Собрание сочинений, т. I—VIII. — М., 1911—1916; Т. IX. — М., 1926.
- Под солнцем Башкирии: рассказы. — М., 1936
- К земле обетованной. Рассказы. — Уфа, 1963
- Амеля. — Уфа, 1977
- Амеля. — М.: Советская Россия, 1981
- Восемь лет. — М.: Детская литература, 1983
- Невозвратное: повести. — Уфа, 1987
- Целомудрие. — М.: Советский писатель, 1991. — 608 с., 100 000 экз.
- Һайланма әҫәрҙәр. Өфө, 1951 (баш.)